# 瓦尼耶島
76°10′N 103°15′W / 76.167°N 103.250°W

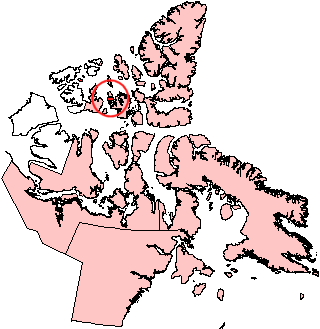

瓦尼耶島是加拿大的島嶼，位於北冰洋海域，屬於伊麗莎白女王群島的一部分，由努納武特負責管轄，長53公里、寬35公里，面積1,126平方公里，最高點海拔高度220米，島上無人居住。